# New York Daily News
Pour les articles homonymes, voir Daily News.
Le New York Daily News est un des plus importants journaux quotidiens américains, avec un tirage supérieur à 700 000 exemplaires.

## Historique
Le journal, est créé en 1919 par Joseph Medill Patterson, un membre de la famille qui publiait le Chicago Tribune. L'artiste Reginald Marsh y fait ses débuts en 1922.
De sa fondation jusqu'en 1991, il est resté la propriété du Tribune. Au début des années 1990, devenu très déficitaire, le journal est racheté par Robert Maxwell. En 2008, son directeur est Mortimer Zuckerman. En septembre 2017, Tronc, entreprise issue de la scission de Tribune Media en 2014, annonce l'acquisition de New York Daily News à Mortimer Zuckerman.
Connu pour ses photos et ses formules chocs, imprimé au format tabloïd, le Daily News est toujours richement illustré, il offre des sections éditoriales d'information générale, des pages people, des petites annonces, des bandes dessinées, une rubrique sportive (illustrée par Bill Gallo) et une rubrique d'opinion. Le Daily suit généralement une ligne éditoriale modérée, ni marqué à droite comme l'autre tabloïd New York Post, ni autant progressiste que le New York Times. Bien qu'il soit obligé de suivre ses concurrents dans une certaine forme de sensationnalisme, le journal est toujours respecté au regard de la qualité de ses rédacteurs (Jimmy Breslin, Pete Hamill, William Reel, David Hinckley, Mike Lupica, Juan Gonzalez (en), John Melia et Jami Bernard). On lui reconnaît également une excellente couverture médiatique de tous les événements new-yorkais, et sa rubrique du courrier des lecteurs est un bon indicateur de l'état d'esprit de la ville.
Le Daily News a gagné dix prix Pulitzer et a créé deux chaînes de télévision et de radio, WPIX-TV and WPIX-FM.

## Insolite
En 2008, pour exposer les failles du système immobilier américain, le quotidien New York Daily News est devenu propriétaire de l’Empire State Building, durant 90 minutes, en déposant des documents frauduleux auprès du cadastre de la ville, avant de rendre le bâtiment à ses propriétaires légitimes.